# Trường Đại học Lạc Hồng
Trường Đại học Lạc Hồng là trường đại học tư thục đầu tiên tại tỉnh Đồng Nai. Trường có trụ sở tại Số 10 Huỳnh Văn Nghệ, phường Bửu Long, thành phố Biên Hòa, tỉnh Đồng Nai. Trường được thành lập theo quyết định số 790/TTg Thủ tướng thành lập ngày 24/9/1997. Trường đào tạo đa ngành,đa cấp bật bao gồm nhiều khối ngành như ngành Kỹ thuật, Xã hội, Kinh tế và Sức khỏe, cạnh đó còn xây dựng chương trình đào tạo trình độ thạc sĩ, tiến sĩ. Hàng năm, trường tuyển hơn 2.000 sinh viên. Hiện trường có tổng cộng 13 khoa với 22 chuyên ngành và có gần 20.000 sinh viên theo học.

## Lịch sử hình thành
Từ những năm 1993 – 1994, từ nhu cầu cung ứng nguồn nhân lực cho sự nghiệp công nghiệp hóa của Đồng Nai nói riêng và khu vực kinh tế trọng điểm phía nam nói chung, là cơ sở thuận lợi cho việc sớm ra đời một trường đại học tại Đồng Nai.
Ngày 29/9/1995, UBND tỉnh Đồng Nai ra quyết định công nhận Hội đồng sáng lập Trường. Cũng vào ngày này, Chủ tịch UBND tỉnh Trần Thị Minh Hoàng có tờ trình gửi Thủ tướng Chính phủ và Bộ Giáo dục Đào tạo xin thành lập trường Đại học Lạc Hồng. Trong thời gian chờ đợi quyết định của Thủ tướng Chính phủ, một Ban thường trực Hội đồng sáng lập trường do PGS-TS.Đoàn Văn Điện làm trưởng ban ra đời với nhiệm vụ hoàn tất các công việc chuẩn bị cần thiết cho một trường đại học, có thể bắt tay vào hoạt động một khi có quyết định chính thức của Thủ tướng.
Ngày 2/6/1997, Bộ trưởng Bộ Giáo dục Đào tạo GS-TS.Trần Hồng Quân ký quyết định công nhận Hội đồng sáng lập trường Đại học Lạc Hồng do PGS. TS. Nguyễn Trùng Phương - Phó Chủ tịch UBND tỉnh làm chủ tịch.
Ngày 19/9/1997, Bộ trưởng lập tờ trình số 8140/TCCB về việc thành lập trường Đại học Lạc Hồng trình Chính phủ.
Ngày 24/9/1997, Thủ tướng Võ Văn Kiệt đã ký quyết định số 790/TTg chính thức cho ra đời trường Đại học Lạc Hồng đặt tại Biên Hòa, tỉnh Đồng Nai.
Ngày 17/10/1997, Bộ trưởng GS.TS Nguyễn Minh Hiển ký quyết định số 3261/GD-ĐT công nhận Hội đồng Quản trị trường do ông PGS.TS. Nguyễn Trùng Phương làm Chủ tịch.
Ngày 31/10/1997, Bộ trưởng cũng đã ký quyết định số 3463/GD-ĐT bổ nhiệm PGS.TS. Đoàn Văn Điện làm Hiệu trưởng Nhà trường.
Trải qua nhiều thay đổi về nhân sự điều hành. Hiện nay PGS.TS. Đỗ Thị Lan Đài đảm nhiệm chức vụ Chủ tịch Hội đồng Quản trị - Hiệu trưởng nhà trường.

## Lãnh đạo qua các thời kỳ

### Chủ tịch Hội đồng quản trị[1]
- PGS.TS. Nguyễn Trùng Phương (1997 – 2007)
- NGND.TS. Đỗ Hữu Tài (2008 – 2017)
- TS. Đỗ Thị Lan Đài (2018 - nay)

#### Hiệu trưởng[2]
- PGS.TS. Đoàn Văn Điện (1997 – 2002)
- TS. Trần Hành (2003 – 2011)
- NGND.TS. Đỗ Hữu Tài (2011 – 2020)
- PGS.TS. Lâm Thành Hiển (2020 – nay)

#### Ban Giám hiệu hiện tại
- Hiệu trưởng PGS.TS. Lâm Thành Hiển
- Phó hiệu trưởng
  - NGƯT.TS. Nguyễn Thị Thu Lan
  - PGS.TS. Nguyễn Vũ Quỳnh
  - PGS.TS Nguyễn Thanh Lâm
  - ThS. Đỗ Khôi Nguyên

## Các cấp và ngành đào tạo[3]
- Năm 2016 ĐHLH có 13 khoa, đào tạo 25 chuyên ngành hệ đại học; 1 khoa hệ cao đẳng thực hành, đào tạo 7 chuyên ngành; Đào tạo sau đại học: 6 chuyên ngành trình độ thạc sĩ, 2 chuyên ngành trình độ tiến sĩ
- Khối ngành Sức Khỏe

1. Khoa Dược: đào tạo ngành dược sĩ đại học cung ứng cho nhu cầu chăm sóc phúc lợi cho cộng đồng
2. Y đa khoa (hay còn gọi là Y khoa, tên tiếng Anh: General Medicine) là ngành học đào tạo những bác sĩ đa khoa điều trị các bệnh mãn và cấp tính, đưa ra các biện pháp phòng bệnh, hướng dẫn phục hồi sức khỏe và kê thuốc cho bệnh nhân. Mục tiêu đào tạo của ngành Y đa khoa là đào tạo những người có y đức, có kiến thức và kỹ năng nghề nghiệp cơ bản về y học để xác định, đề xuất và tham gia giải quyết các vấn đề sức khoẻ cá nhân và cộng đồng.

- Khối ngành Kinh tế

1. Khoa Quản trị Kinh tế Quốc tế: đào tạo cử nhân các ngành Luật kinh tế, Quản trị doanh nghiệp, Quản trị nhà hàng – khách sạn, Ngoại thương.
2. Khoa Tài chính - Kế toán đào tạo cử nhân chuyên ngành Tài chính Ngân hàng và Kế toán.

- Khối ngành Kỹ thuật

1. Khoa Kỹ thuật Công trình đào tạo nguồn nhân lực có chất lượng về lĩnh vực xây dựng cho tỉnh Đồng Nai và các tỉnh phụ cận,
2. Khoa Kỹ thuật Hóa học và Môi trường đào tạo kỹ sư các ngành Công nghệ Sinh học, Công nghệ Môi trường, Công nghệ Hóa học và Công nghệ Thực phẩm và Nông nghiệp. Sinh viên sau khi tốt nghiệp có thể làm việc ngay tại các nhà máy, bệnh viện, các phòng thí nghiệm thuộc các viện nghiên cứu; các sở Khoa học & Công nghệ, các sở Môi trường và Tài nguyên…
3. Khoa Công nghệ Thông tin đào tạo nguồn nhân lực ngành Công nghệ thông tin cho tỉnh Đồng Nai và nhiều tỉnh khác trong cả nước.
4. Khoa Cơ điện Điện tử Trường đại học Lạc Hồng có thế mạnh trong đào tạo kỹ sư Điện công nghiệp, Điện – Điện Tử, Cơ khí, Điện tử viễn thông và Tự động hóa với chất lượng tốt nhất tại tỉnh Đồng Nai. Với những thành tích nổi bật trong đào tạo, nghiên cứu khoa học, chuyển giao công nghệ. Khoa gặt hái nhiều thành công trong cuộc thi sáng tạo Robocon châu Á Thái Bình Dương và Thiết kế xe tiết kiệm nhiên liệu (Shell Eco Marathon Asia).

- Khối ngành Khoa học Xã hội Nhân văn:

1. Khoa Ngôn ngữ anh: đào tạo cử nhân Anh Văn tại Đồng Nai.
2. Khoa Anh Văn đại cương: Giảng dạy Toiec, đảm bảo chuẩn đầu ra về ngoại ngữ cho sinh viên.
3. Khoa Đông Phương học: Đào tạo cử nhân ngôn ngữ ngành Nhật Bản học, Hàn Quốc học, Trung Quốc học, Việt Nam học. khoa Đông Phương học đang phát huy tốt vai trò đào tạo nguồn nhân lực chất lượng cao cho những doanh nghiệp tại các tỉnh phía nam – Việt Nam

- Năm 2012, Khoa Cao đẳng nghề ra đời và xét tuyển các ngành học: Công nghệ thông tin, Cơ điện tử, Điện công nghiệp, Kỹ thuật xây dựng, Kế toán doanh nghiệp, Quản trị doanh nghiệp vừa và nhỏ, Phiên dịch tiếng Anh thương mại.
- Ngày 13/2/2009, Thủ tướng Chính phủ ra quyết định giao nhiệm vụ đào tạo thạc sĩ cho Trường ĐHLH tại quyết định số 207/QĐ-TTg. Tiếp theo quyết định của Thủ tướng, Bộ trưởng GD&ĐT ra quyết định giao 2 chuyên ngành đào tạo thạc sĩ QTKD và Công nghệ thông tin cho Trường Đại học Lạc Hồng tại quyết định số 1063/QĐ-BGDĐT ngày 20/2/2009.
- Tháng 8/2009, Đại học Lạc Hồng tiến hành các thủ tục tuyển sinh cho 2 ngành QTKD và Công nghệ thông tin. Một điểm đặc biệt, Trường Đại học Lạc Hồng là trường đầu tiên trong khối ngoài công lập trên toàn quốc thực hiện đào tạo bậc thạc sĩ ngành Công nghệ thông tin, là trường đầu tiên tại Đồng Nai đào tạo bậc Thạc sĩ.
- Đến tháng 11/2011, Bộ trưởng GD&ĐT ra quyết định giao tiếp 2 chuyên ngành đào tạo thạc sĩ Tài chính- Ngân hàng và Kế toán cho Trường Đại học Lạc Hồng tại quyết định số 5449/QĐ-BGDĐT ngày 2/11/2011. Tính đến nay Trường Đại học Lạc Hồng đào tạo 4 chuyên ngành thạc sĩ là QTKD, Công nghệ thông tin, Tài chính- Ngân hàng và Kế toán.
- 13/5/2015, nhận quyết định số 1586/QĐ-BGDĐT cho phép Đại học Lạc Hồng đào tạo Thạc sĩ ngành Kỹ thuật Điện.
- 28/5/2015, Đại học Lạc Hồng đào tạo ngành Thạc sĩ Kỹ thuật Xây dựng Công trình Dân dụng và Công nghiệp theo quyết định số 1776/QĐ-BGDĐT (đánh dấu 6 ngành đào tạo trình độ thạc sĩ).
- Đầu năm 2014, Thủ tướng Chính phủ ra quyết định giao nhiệm vụ đào tạo Tiến sĩ Ngành Quản trị Kinh doanh cho Trường ĐH Lạc Hồng tại quyết định số 189/QĐ-TTg ngày 21/1/2014.
- Thứ trưởng Bộ GD-ĐT Bùi Văn Ga đã ký Quyết định số 5395 ngày 17/11/2014, cho phép Trường đại học Lạc Hồng được đào tạo trình độ Tiến sĩ Ngành Khoa học Máy tính. Đây là quyết định thứ 2 cho phép nhà trường đào tạo trình độ Tiến sĩ
- Trải qua 20 năm hình thành và phát triển, trường Đại học Lạc Hồng đang từng bước khẳng định thế mạnh của mình thông qua chất lượng đào tạo tốt, theo sát với nhu cầu thực tế của doanh nghiệp và xã hội. Hiện tại, trường đào tạo các bậc cao học, đại học, cao đẳng chính quy, văn bằng 2, trung cấp liên thông đại học, cao đẳng liên thông đại học, cao đẳng thực hành với hệ thống ngành nghề phong phú.

## Hoạt động chuyên môn
Trường Đại học Lạc Hồng đào tạo dựa trên lý thuyết:
"Đào tạo nhân lực chất lượng cao, có ý thức chính trị phục vụ sự nghiệp công nghiệp hóa – hiện đại hóa đất nước trong thời kỳ hội nhập và hợp tác quốc tế;
Bồi dưỡng nhân tài, có khả năng học lên sau đại học có năng lực nghiên cứu khoa học mang tính ứng dụng cao;
Sinh viên tốt nghiệp làm việc hiệu quả, từng bước tự đào tạo thành nhà quản lý đáp ứng nhu cầu của các tổ chức trong xã hội".

### Số lượng khoa, ngành đào tạo
- Sau 20 năm, từ 5 ngành đào tạo Đại học chính quy ban đầu tới nay trường đã có 25 ngành đào tạo ở các bậc đào tạo: Công nhân kỹ thuật 3/7, Trung học chuyên nghiệp, Cao đẳng, Đại học, Sau đại học.

(Hệ thống thông tin, Mạng và truyền thông, Kỹ thuật máy tính, Kỹ thuật phần mềm, Điện tử Viễn thông, Tự động hóa, Điện - Điện tử, Cơ Điện tử, Điện Công nghiệp, Xây dựng dân dụng & Công nghiệp, Xây dựng Cầu đường, Công nghệ Hoá học, Công nghệ Thực phẩm, Công nghệ Môi trường, Công nghệ Sinh học, Tài chính – Ngân hàng, Quản trị Kinh doanh (Quản trị Doanh nghiệp, Quản trị Nhà hàng Khách sạn, Quản trị Luật Kinh tế), Kinh tế học (Ngoại thương), Kế toán – Kiểm toán, Đông Phương học (Nhật Bản học, Hàn Quốc học, Trung Quốc học, Việt Nam học), Ngữ văn anh.
- Năm 2012, trường Đại học Lạc Hồng được phép đào tạo thêm hệ Cao đẳng thực hành với 7 ngành đào tạo (Công nghệ thông tin, Điện Công nghiệp, Cơ Điện Tử, Kỹ thuật xây dựng, Quản trị doanh nghiệp vừa và nhỏ, Kế toán doanh nghiệp, Phiên dịch tiếng Anh thương mại).
- Năm học 2013 - 2014, nhà trường chính thức tuyển sinh ngành Dược hệ đại học.
- Từ năm học 2009 - 2010, Đại học Lạc Hồng tiến hành đào tạo Cao học cho hai ngành: Công nghệ Thông tin và Quản trị Kinh doanh với chủ trương giảng viên sẽ giao cho học viên những đề tài nghiên cứu khoa học mới lạ, yêu cầu người tham gia đề tài phải làm thuyết trình, trao đổi với giáo viên hướng dẫn để tìm ra giải pháp thực hiện đề tài. Với cách làm này, học viên sẽ tự chủ trong nghiên cứu và tự chủ trong định hướng công việc. Tháng 11/2011, Đại học Lạc Hồng tiếp tục được Bộ Giáo dục và Đào tạo cho phép đào tạo trình độ thạc sĩ thêm hai chuyên ngành Tài chính – Ngân hàng và Kế toán.
- Năm học 2014 - 2015, nhà trường tuyển sinh Ngành Luật Kinh tế trình độ Đại học (Hệ chính quy và Văn bằng 2).
- Tháng 2/2014, Được sự ủy thác của Thủ tướng Chính phủ - Đại học Lạc Hồng nâng tầm đào tạo nên trình độ Tiến sĩ Ngành Quản trị Kinh doanh.
- Năm 2015, sẵn sàng đội ngũ nhân lực chuẩn bị tuyển sinh đào tạo trình độ Tiến sĩ Ngành Khoa học Máy tính.

### Đào tạo mở rộng hợp tác quốc tế
- Bên cạnh đó, trường cũng tiến hành mở rộng quan hệ hợp tác quốc tế dưới nhiều hình thức như: gửi sinh viên, giảng viên đi học ở nước ngoài theo các chương trình hợp tác đào tạo; gửi sinh viên các ngành Đông Phương Học đi lao động thực tế tại nước ngoài 6 tháng…
- Tổng số sinh viên – học sinh từ con số 1.100 sinh viên khóa 1 (tháng 2/1998) tới nay đã có hơn 20.000 sinh viên tất cả các loại hình đào tạo. Theo thống kê của Trung tâm Tư vấn Nghề nghiệp, hầu hết sinh viên tốt nghiệp đã có việc làm và đáp ứng được yêu cầu của nhà tuyển dụng.

### Đổi mới giảng dạy
- Trường đã triển khai và thực hiện chủ trương đổi mới phương pháp giảng dạy, đổi mới thi, kiểm tra, đánh giá. Trường Đại học Lạc Hồng quán triệt chỉ thị số 53 tập trung đổi mới phương pháp giảng dạy "xem người học là đồng nghiệp", không đọc - chép hay nhìn - chép trên giảng đường đại học.
- 100% giáo viên thực hiện chuyển quá trình tự học của sinh viên sang quá trình tự học có sự hướng dẫn của giáo viên. Trong lộ trình giảng dạy, ở mỗi buổi giảng, giảng viên đặt câu hỏi để sinh viên thảo luận hiểu bài, cuối một hoặc hai chương giảng viên nêu câu hỏi hoặc bài tập lớn để cho sinh viên làm việc theo nhóm và thảo luận.
- Trường đã chuyển đề cương chi tiết lên trang web, ngoài ra sinh viên và giảng viên khai thác học liệu mã nguồn mở phục vụ giảng dạy, học tập. Phương pháp đào tạo của nhà trường ngày một đổi mới và hoàn thiện theo hướng đào tạo nhân lực và dễ kiếm việc làm cho sinh viên sau khi tốt nghiệp.
- Nhà trường tổ chức tập huấn soạn bài cho giáo viên về lý thuyết, gồm các kiến thức cơ bản, cơ sở về thực hành gồm bài tập tuần, tháng, cuối kỳ và giáo viên dành thời gian cho sinh viên thắc mắc, thảo luận, tự đọc tài liệu để thuyết trình. Sinh viên tập cách đặt câu hỏi, thảo luận với giáo viên và thuyết trình tài liệu làm sao với 30% đào tạo sinh viên có năng lực làm việc.
- Từ năm 2003 đến nay nhiều môn học chuyên ngành đã được giảng dạy bằng phần mềm mô phỏng, số hóa tại các phòng máy chuyên dụng.

### Phương pháp giảng dạy
- Chương trình đào tạo của nhà trường phân định rõ tỷ lệ giữa lý thuyết và thực hành là 6:4, có môn 5:5.
- Xây dựng hoàn thiện đề cương chi tiết bài giảng theo phong cách đổi mới phương pháp dạy học và tiến tới xây dựng giáo trình độc lập của trường theo công nghệ hiện đại, ứng dụng công nghệ nhúng vào các môn học có thể.
- Xây dựng nội dung bài giảng theo phương châm: Lý thuyết + Bài tập thực hành + Bài tập nhóm nhằm nâng cao kỹ năng cho sinh viên.
- Trong bài giảng của giảng viên, dần thay công nghệ cũ bằng những công nghệ mới hiện đại.Tất cả các môn học của trường đều có chương trình chi tiết.
- Nhà trường thiết lập quy trình giảng dạy như:

1. Quy trình xây dựng và thông qua chương trình đào tạo mới
2. Quy trình rà soát hiệu chỉnh các chương trình

- Xây dựng kế hoạch đào tạo rõ ràng. Hàng năm chương trình, kế hoạch đào tạo các ngành được các khoa rà soát, cập nhật và điều chỉnh cho phù hợp với yêu cầu của thị trường lao động và sự phát triển của khoa học – công nghệ.
- Tổ chức triển khai hoạt động đảm bảo chất lượng các môn học và các chương trình đào tạo.
- Đưa ứng dụng công nghệ thông tin để quản lý toàn diện nhà trường và bước đầu dùng mạng nội bộ của nhà trường phục vụ cho dạy học của giáo viên.
- Nhà trường có chế độ thích đáng về tài chính và biện pháp bảo vệ bản quyền để giáo viên yên tâm đưa bài giảng của mình lên mạng và dùng các công cụ hỗ trợ để dạy học.
- Áp dụng phương pháp giảng bằng tiếng Anh hoặc bằng song ngữ và chương trình đó đang triển khai có hiệu quả và đang chuẩn bị mở rộng cho nhiều môn học khác.

### Hoạt động công nghệ thông tin
- Tăng cường trang thiết bị công nghệ thông tin phục vụ giảng dạy với 100% các phòng khoa, phòng thí nghiệm, bộ môn được trang bị máy tính có nối mạng Internet, tổ chức bộ phận phục vụ gần lớp học để các giáo viên thuận tiện trong việc mượn các máy móc, thiết bị giảng dạy; các khoa chuyên ngành được trang bị phòng máy tính đề tổ chức giảng dạy và sinh viên thực tập.
- Kết quả học tập của người học được thông báo công khai, được lưu trữ tại khoa và tại bộ phận khảo thí, được quản lý và lưu trữ bằng sổ sách, phần mềm máy tính và trên đĩa CD, đảm bảo an toàn dữ liệu và thuận lợi trong quản lý, truy cập, tổng hợp, báo cáo.

### Công tác tổ chức thi
- Trường Đại học Lạc Hồng là một trong số ít trường tổ chức thi tốt nghiệp toàn khóa trong cùng một ngày, in đề và sao chép đề trước một giờ và có công an PA25 chứng giám.
- Ở các địa điểm thi tốt nghiệp, Nhà trường mời công an phường Bửu Long, Biên Hòa hỗ trợ. Đội gác thi học kỳ, tốt nghiệp hết sức chuyên nghiệp và được tập huấn đầy đủ trước thời gian thi.
- Trường Đại học Lạc Hồng không tổ chức thi học kỳ và tốt nghiệp theo truyền thống. Các đề thi ra theo cấu trúc theo các phần cơ bản của môn học.
- Mỗi cấu trúc ra tối thiểu 16 câu khác nhau. Chủ tịch hội đồng theo cấu trúc, ngân hàng đề bốc thăm tạo đề thi, in đề thi có sự giám sát của công an PA 25 và in trước 1 giờ tại ban Khảo thí của Nhà trường. Với cách làm đề như vậy đảm bảo không còn tình trạng lộ đề.

### Đồng hành cùng doanh nghiệp
- Trường Đại học Lạc Hồng đã ký kết với các công ty, xí nghiệp, xác định nhu cầu nhân lực trong 5 năm, 10 năm… để có hướng đào tạo nhân lực cho sát với nhu cầu thực tế.
- Thời gian qua trường đã ký kết với hơn 500 công ty, xí nghiệp trên địa bàn tỉnh Đồng Nai, Bình Dương, Thành phố Hồ Chí Minh…để tiếp nhận sinh viên đi lao động thực tế cuối khóa. Với hoạt động này, Trường đã biến công ty, xí nghiệp thành nơi thực hành, thực tập cho sinh viên, giúp sinh viên trực tiếp tiếp xúc với các công nghệ tiên tiến của nước ngoài, làm quen với những quy định làm việc của công ty…Nhiều doanh nghiệp, công ty nước ngoài ở Đồng Nai, Thành phố Hồ Chí Minh… liên hệ với nhà trường cấp học bổng toàn phần hoặc bán phần cho sinh viên ra nước ngoài học tập rồi về làm trụ cột cho công ty.
- Liên tiếp phối hợp với các tổ chức và doanh nghiệp nước ngoài tổ chức Ngày hội việc làm (JOB FAIR). Các đơn vị đồng hành: Bộ Kinh tế Công thương Nhật Bản, SUPPORT Việt Nam, Tổ chức HIDA, Pasona Tech Nhật Bản, Pasona Tech Việt Nam...
- Để đảm bảo chất lượng đào tạo, phù hợp với nhu cầu thiết yếu của xã hội trường đã quy định chuẩn đầu ra trình độ Tin học, Ngoại ngữ cho sinh viên tốt nghiệp khá chặt chẽ.

## Phong trào Robocon

### Thành tích thi đấu
Cho đến nay, Đại học Lạc Hồng là ngôi trường giàu thành tích nhất của Robocon Việt Nam, với 9 lần vô địch trong nước và 3 chức vô địch châu Á - Thái Bình Dương.
- Năm 2010, đánh bại đội VOI 03 đến từ Đại học Công nghiệp Hà Nội, Đội LH LED đến từ Đại học Lạc Hồng đã vinh dự đại diện Việt Nam dự cuộc thi Cuộc thi Sáng tạo Robot châu Á - Thái Bình Dương tổ chức tại Ai Cập vào 21/9/2010 và giành ngôi á quân.
- Năm 2011, Đội LH-B7 đến từ Đại học Lạc Hồng đã xuất sắc vượt qua Đội ALLIGATOR Đại học Công nghiệp Hà Nội, giành giải nhất cuộc thi Sáng tạo Robot Việt Nam và đại diện cho Việt Nam tham dự Cuộc thi Sáng tạo Robot châu Á - Thái Bình Dương tổ chức tại Thái Lan, đồng thời là lần thứ 2 bước tới đấu trường quốc tế.
- Năm 2012, vượt qua nhiều đối thủ nặng ký tại khu vực Phía Nam. Đại học Lạc Hồng nắm trọn 12 chiếc vé của khu vực miền Nam để bước vào cuộc thi toàn quốc. Tại đấu trường toàn quốc. 3 năm liền đội tuyển Robocon Lạc Hồng lại tái hẹn với chiếc cúp vô địch và LH- CACTUS 2 đại diện Việt Nam sang HongKong tham dự Cuộc thi sáng tạo Robot châu Á - Thái Bình Dương.
- Năm 2013, xuất quân với 8 đội tuyển thi đấu tại KV phía Nam, 6/8 đội bước tiếp vào chung kết toàn quốc. 3/4 đội ở vòng bán kết đều đến từ ĐHLH (LH-SEE; LH-NVN EAGLE; LH-ET*) cả ba đội đã chiếm trọn các giải Quán quân, Á quân và giải 3 chung cuộc. Xác lập kỷ lục 4 năm liên tiếp vô địch Robocon Việt Nam. 2 đại diện Việt Nam tham dự Robocon ABU 2013 và đoạt giải Á quân và Giải 3 của cuộc thi châu Á Thái Bình Dương do Việt Nam đang cai.
- Năm 2014, Đại diện Việt Nam tham dự Robocon ABU 2014 tại Ấn Độ. Ngoài chức vô địch, LH-NVN còn đạt giải – giải pháp hay nhất; LH-DCN đạt giải Nhì và giải Công nghệ; LH - Q đạt giải robot tự động xuất sắc nhất; LH –112 đạt giải ý tưởng. Trước đó tại giải đấu khu vực phía Nam, 7/8 đội của Đại học Lạc Hồng đã góp mặt trong 10 gương mặt đại diện Khu vực phía Nam (LH-NVN, LH-DCN, LH–S, LH-FIRE, LH- LIGHT, LH-ZUES và LH-Q). Trận chung kết là cuộc thi đấu nội bộ giữa 2 LH-NVN và LH-DCN của đại học Lạc Hồng. Chung cuộc LH-NVN giành ngôi vô địch. Xác lập kỷ lục 5 năm liên tiếp vô địch Robocon Việt Nam. LH-NVN sau đó vô địch cuộc thi ABU Robocon 2014 tại Ấn Độ, qua đó giải cơn khát danh hiệu ABU Robocon của Việt Nam sau 8 năm.
- Tháng 2/2015 Vô địch Shell Eco Marathon Asia 2015 (Cuộc thi thiết kế xe tiết kiệm nhiên liệu - SEM Asia) tại Manila, Philipines. Cũng tại cuộc thi, còn đạt giải Nhì hạng mục thiết kế clip truyền thông về ý tưởng tiết kiệm nhiên liệu " Best Video clip award".
- Năm 2016, đánh bại đội LH-ACE là bạn thân cùng trường, đội LH-FF đến từ Đại học Lạc Hồng đại diện Việt Nam dự cuộc thi Cuộc thi Sáng tạo Robot châu Á - Thái Bình Dương lần thứ 15 được tổ chức tại Bangkok, Thái Lan và dừng bước ở tứ kết.
- Năm 2017, đánh bại đội SKH-2 đến từ Đại học Sư phạm Kỹ thuật Hưng Yên, Đội LH-NICESHOT đến từ Đại học Lạc Hồng đại diện Việt Nam dự cuộc thi Cuộc thi Sáng tạo Robot châu Á - Thái Bình Dương lần thứ 16 được tổ chức tại Tokyo và đã giành chức vô địch.
- Năm 2018, 2 đại diện của trường là đội LH-ATM và LH-GALAXY gặp nhau ở trận chung kết, trở thành 2 đại diện của Việt Nam dự cuộc thi Cuộc thi Sáng tạo Robot châu Á - Thái Bình Dương lần thứ 17 ngay trên sân nhà Việt Nam. Cuối cùng, đội LH-GALAXY (thi đấu dưới tên gọi Việt Nam 2) đã giành chức vô địch.
- Năm 2019, đánh bại đội SKH3 đến từ Đại học Sư phạm Kỹ thuật Hưng Yên, đội LH-WAO đến từ Đại học Lạc Hồng đại diện Việt Nam dự cuộc thi Cuộc thi Sáng tạo Robot châu Á - Thái Bình Dương lần thứ 18 được tổ chức tại Ulaanbaatar, Mông Cổ và dừng bước ở bán kết.
- Năm 2025, Đội LH - US đã xuất sắc đánh bại K24-ROBOTICS đến từ Học viện Kỹ thuật Quân sự, cũng là lần thứ 10 lên ngôi vô địch Robocon tại Việt Nam, đồng thời đại diện cho Việt Nam thi đấu Cuộc thi Sáng tạo Robot châu Á - Thái Bình Dương lần thứ 24 tại Ulaanbaatar, Mông Cổ.[4]

### Đầu tư phát triển
- Trang bị hệ thống phòng thí nghiệm, xưởng lắp ráp với nhiều trang thiết bị hiện đại phục vụ cho nghiên cứu sáng tạo của sinh viên
- Xây dựng nhiều chương trình ưu đãi và khuyến khích sinh viên tham gia sáng tạo robot và đạt thành tích cao.
- Tạo dựng nhiều mối liên hệ, liên kết với các tổ chức vả doanh nghiệp để đưa sản phẩm chế tạo của sinh viên vào ứng dụng thực tế.
- Gửi sinh viên lao động thực tế tại các công ty, xí nghiệp để học hỏi và trau dồi kinh nghiệm thực tế.
- Phát triển quỹ học bổng cùng doanh nghiệp khuyến khích sinh viên thực hiện đề tài nghiên cứu khoa học.